# Svenska Gruvindustriarbetareförbundet
Svenska gruvindustriarbetareförbundet var ett svenskt fackförbund inom Landsorganisationen (LO) som ursprungligen bildades 1895 under namnet Svenska gruv- och bruksarbetareförbundet och bytte namn 1902 till Svenska gruvarbetareförbundet för att till sist 1915 ta namnet Svenska gruvindustriarbetareförbundet. Förbundet upphörde 1994 då det uppgick i Svenska metallindustriarbetareförbundet. 

## Historia
Gruvarbetarna tillhör de fackliga pionjärerna i Sverige. Norbergs gruvarbetare var de första att bilda fackförening år 1890.
- 1895 samlades en kongress i Grängesberg, på initiativ av fackföreningen där, som bildade det landsomfattande Svenska gruv- och bruksarbetareförbundet. Det bestod till en början av elva fackföreningar med ca 600 medlemmar. Ordförande blev Karl-Erik Berg från Grängesberg. I uppropet skrev man: "Vi arbetare ha framför oss det största mål, som hittills varit människor förelagt, nämligen att genom ett enigt uppträdande i alla länder verka för orättvisornas avskaffande i världen och mänsklighetens förbrödring."
- 1902 beslutades vid den åttonde kongressen att ändra namn till Svenska gruvarbetareförbundet och i stadgarna betonades klarare att förbundet skulle verka inom gruvindustrin och inte vid bruken.
- 1906 hade förbundet 3379 medlemmar.
- 1908 undertecknades det första rikstäckande kollektivavtalet, men det var svårt att få avtalen respekterade.
- 1909 deltog förbundet i storstrejken
- 1914 utbröt första världskriget och den därav följande avspärrningen omintetgjorde malmexporten och många gruvor måste stängas med hög arbetslöshet som följd. Endast omkring 13 procent av landets gruvarbetare var organiserade vid den här tiden.
- 1915 ändrades namnet till Svenska gruvindustriarbetareförbundet för att därigenom markera industriförbundsprincipen.
- 1919 inrättades en frivillig arbetslöshetskassa
- 1923 hade förbundet 2808 medlemmar.[1]
- 1925 utbröt Stripakonflikten som indirekt försorsakade den socialdemokratiska Sandlerregeringens fall år 1926.
- 1927 blev arbetslöshetskassan obligatorisk.
- 1927 slöts ett avtal med det sovjetiska gruvarbetarförbundet och Svensk-ryska samarbets- och vänskapskommittén bildades. Det ledde till motsättning med LO, som var anslutet till den s.k. Amsterdaminternationalen, medan det sovjetiska förbundet tillhörde den s.k. Röda fackföreningsinternationalen. Gruvindustriarbetareförbundet tvingades 1930 att efter påtryckningar säga upp avtalet.
- 1928 pågick en storstrejk under åtta månader och det sovjetiska gruvarbetarförbundet lämnade betydande ekonomiskt understöd.
- 1932 uteslöts avdelningarna i Kiruna och Malmberget eftersom de samarbetat med kommunistiska organisationer. Avdelningarna rekonstruerades efter något år.
- 1937 ombildades a-kassan till erkänd arbetslöshetskassa.
- 1950 hade förbundet 61 avdelningar med 10726 medlemmar.
- 1969 utbröt LKAB-konflikten som omfattade ca 5000 gruvarbetare i Kiruna, Luleå, Malmberget och Svappavaara och pågick mellan den 9 december 1969 och den 4 februari 1970.
- 1980 hade förbundet 13535 medlemmar, varav 12208 män och 1327 kvinnor.[1]

- 1994 uppgick förbundet i Svenska metallindustriarbetareförbundet.

## Avdelningar
Förbundet hade bland annat följande avdelningar, som tillkom och lades ner i takt med tillkomsten och nedläggning av olika gruvarbetsplatser.
| - Avdelning 1: Grängesberg - Avdelning 3: Mossgruvan / Sköttgruvan - Avdelning 4: Malmberget - Avdelning 5: Garpenberg - Avdelning 7: Koskullskulle - Avdelning 8: Blötberget - Avdelning 9: Klacka-Lerberg - Avdelning 10: Jönshyttan - Avdelning 12: Kiruna - Avdelning 14: Striberg - Avdelning 16: Nautanen - Avdelning 17: Falun - Avdelning 20: Kopparberg - Avdelning 21: Norberg - Avdelning 22: Stripa - Avdelning 23: Ställberg - Avdelning 25: Stråssa - Avdelning 26: Kantorp | - Avdelning 29: Stora Strand - Avdelning 33: Dalkarlsberg (1906-1952) - Avdelning 34: Mårdshyttan - Avdelning 36: Aitik - Avdelning 37: Yxsjöberg - Avdelning 39: Pershyttan - Avdelning 40: Svartöstaden - Avdelning 41: Karlsgruvan - Avdelning 44: Dannemora - Avdelning 46: Riddarhyttan - Avdelning 48: Spexeryd - Avdelning 50: Bastkärn - Avdelning 51: Svartvik - Avdelning 52: Bersbo - Avdelning 57: Ösjöberg - Avdelning 59: Gullblanka - Avdelning 64: Zinkgruvan | - Avdelning 68: Finspång - Avdelning 69: Åmmeberg - Avdelning 80: Böhlet - Avdelning 82: Vintrosa - Avdelning 84: Kaveltorp - Avdelning 85: Boliden - Avdelning 86: Garpenberg - Avdelning 94: Kristineberg - Avdelning 95: Nora - Avdelning 103: Smålands Taberg - Avdelning 108: Sjösa - Avdelning 110: Laisvall - Avdelning 113: Vikersvik (1942-1949) - Avdelning 115: Uttervik - Avdelning 130: Vattholma - Avdelning 134: Stekenjokk - Avdelning 135: Svappavaara |